# Enrique Accorsi
Enrique Luis Accorsi Opazo (Santiago de Chile, 17 de agosto de 1948) es un médico y político chileno, exdiputado de la República de Chile.

## Primeros años de vida
Sus estudios primarios y secundarios los realizó en el Saint George's College, del que egresó en 1965. Ingresó a la Facultad de Medicina de la Pontificia Universidad Católica de Chile y luego, se especializó en la Universidad de Chile. En 1981, obtuvo una beca de posgrado en cirugía neonatal en el Hospital Valle Hebrón de Barcelona, España. Es médico especialista en cirugía pediátrica y ortopédica. Es casado y es padre de cinco hijos.

## Vida política
En diciembre de 2001 fue elegido diputado en representación del Partido por la Democracia (PPD) por la Región Metropolitana (período legislativo 2002 a 2006), por el Distrito N.º 24, correspondiente a las comunas de Peñalolén y La Reina. Durante su gestión, integró las Comisiones permanentes de Salud; y Derechos Humanos, Nacionalidad y Ciudadanía. Así como también, la Comisión Especial que Establece Beneficios para los Discapacitados y la Comisión Investigadora sobre Contaminación por Plomo en Arica.
En diciembre de 2005, fue reelecto por el mismo Distrito (período legislativo 2006 a 2010). Durante su desempeño en el cargo integró las comisiones permanentes de Recursos Naturales, Bienes Nacionales y Medio Ambiente; Derechos Humanos, Nacionalidad y Ciudadanía; Superación de la Pobreza, Planificación y Desarrollo Social; Relaciones Exteriores, Asuntos Interparlamentarios e Integración Latinoamericana; y Conducta Parlamentaria. Así como también, las comisiones especiales sobre Discapacitados; de Deportes; de Estudio del Régimen Político Chileno; y la Comisión Investigadora sobre Contaminación por Plomo en Arica.
En diciembre de 2009, fue reelecto diputado por un tercer periodo por su partido en el mismo distrito (período legislativo 2010 a 2014). Es integrante de las comisiones permanentes de Salud; Recursos Naturales y Superación de Pobreza, Planificación y Desarrollo Social. Junto con la Comisión Especial de Deportes y del Comité Parlamentario del Partido Por la Democracia.
Para las elecciones de 2013 decidió trasladarse al Distrito N.° 30, correspondiente a las comunas de Buin, Calera de Tango, Paine y San Bernardo. Tuvo que enfrentar un proceso de primarias convencionales para definir su candidatura (fue el único parlamentario en ejercicio que accedió a participar en esta votación), donde fue derrotado por el socialista Leonardo Soto y el demócratacristiano David Morales. Con esto, y luego de tres perídodos como diputado, se ponía un supuesto fin a su carrera parlamentaria. Sin embargo, su partido le ofreció competir en el Distrito N.° 23, de las comunas de Las Condes, Vitacura y Lo Barnechea.

## Historia electoral

### Elecciones parlamentarias de 2001
- Elecciones parlamentarias de 2001, para el Distrito 24, La Reina y Peñalolén [1]

| Candidato                    | Pacto                          | Partido | Votos  | %     | Resultado |
| ---------------------------- | ------------------------------ | ------- | ------ | ----- | --------- |
| María Angélica Cristi Marfil | Alianza por Chile              | RN      | 47 346 | 38,52 | Diputada  |
| Enrique Accorsi Opazo        | Concertación por la Democracia | PPD     | 41 239 | 33,55 | Diputado  |
| Tomás Jocelyn-Holt Letelier  | Concertación por la Democracia | PDC     | 14 679 | 11,94 |           |
| José Luis Uriarte Campos     | Alianza por Chile              | UDI     | 11 255 | 9,16  |           |
| Óscar Aguilera Álvarez       | Partido Comunista de Chile     | PCCH    | 3605   | 2,93  |           |
| Susana Córdova Rodríguez     | Partido Humanista de Chile     | PH      | 1787   | 1,45  |           |

### Elecciones parlamentarias de 2005
- Elecciones parlamentarias de 2005, para el Distrito 24, La Reina y Peñalolén [2]

| Candidato                    | Pacto                    | Partido | Votos  | %     | Resultado |
| ---------------------------- | ------------------------ | ------- | ------ | ----- | --------- |
| María Angélica Cristi Marfil | Alianza                  | UDI     | 49 918 | 36,95 | Diputada  |
| Enrique Accorsi Opazo        | Concertación Democrática | PPD     | 38 708 | 28,65 | Diputado  |
| Marigen Hornkohl Venegas     | Concertación Democrática | PDC     | 24 389 | 18,05 |           |
| Francisco López Amenábar     | Alianza                  | RN      | 10 055 | 7,44  |           |
| Francisco Villa Castro       | Juntos Podemos Más       | PCCH    | 7273   | 5,38  |           |
| Susana Córdova Rodríguez     | Juntos Podemos Más       | PH      | 4757   | 3,52  |           |

### Elecciones parlamentarias de 2009
- Elecciones parlamentarias de 2009, para el Distrito 24, La Reina y Peñalolén [3]

| Candidato                    | Pacto                                             | Partido | Votos  | %     | Resultado |
| ---------------------------- | ------------------------------------------------- | ------- | ------ | ----- | --------- |
| María Angélica Cristi Marfil | Coalición por el Cambio                           | UDI     | 44 969 | 33,24 | Diputada  |
| Enrique Accorsi Opazo        | Concertación y Juntos Podemos, por más democracia | PPD     | 31 383 | 23,19 | Diputado  |
| Sebastián Iglesias Ramírez   | Concertación y Juntos Podemos, por más democracia | PDC     | 28 741 | 21,24 |           |
| Juvenal Olmos Rojas          | Coalición por el Cambio                           | RN      | 19 024 | 14,06 |           |
| Humberto Valenzuela Paredes  | Nueva Mayoría para Chile                          | PH      | 5021   | 3,71  |           |
| Juan Bustamante Ramírez      | Chile Limpio Vota Feliz                           | Indep.  | 3522   | 2,60  |           |

### Elecciones parlamentarias de 2013
- Elecciones parlamentarias de 2013, para el Distrito 23, Las Condes, Vitacura y Lo Barnechea[4]

| Candidato                         | Pacto                                      | Partido | Votos  | %     | Resultado |
| --------------------------------- | ------------------------------------------ | ------- | ------ | ----- | --------- |
| Cristián Monckeberg Bruner        | Alianza                                    | RN      | 77 543 | 34,61 | Diputado  |
| Ernesto Silva Méndez              | Alianza                                    | UDI     | 76 138 | 33,99 | Diputado  |
| Sebastián Iglesias Sichel Ramírez | Nueva Mayoría                              | PDC     | 30 668 | 13,69 |           |
| Enrique Accorsi Opazo             | Nueva Mayoría                              | PPD     | 17 708 | 7,90  |           |
| Catalina Valenzuela Maureira      | Partido Humanista                          | PH      | 6210   | 2,77  |           |
| Patricia Morales Errázuriz        | Si tú quieres, Chile cambia                | PRO     | 5.619  | 2,50  |           |
| Atilio Herrera Ortíz              | Nueva Constitución para Chile              | IGUAL   | 3011   | 1,34  |           |
| Lucas Blaset Pérez                | Partido Regionalista de los Independientes | PRI     | 2552   | 1,13  |           |
| Beatriz Stager Ruiz               | Si tú quieres, Chile cambia                | PRO     | 2404   | 1,07  |           |
| Cristián Hormazábal Cepeda        | Nueva Constitución para Chile              | ILH     | 2146   | 0,95  |           |

### Elecciones parlamentarias de 2017
- Elecciones parlamentarias de 2017, para diputado por el distrito 11 (La Reina, Las Condes, Lo Barnechea, Peñalolén y Vitacura)[5]

| Candidato                      | Pacto                   | Partido | Votos  | %    | Resultados |
| ------------------------------ | ----------------------- | ------- | ------ | ---- | ---------- |
| Gonzalo Fuenzalida Figueroa    | Chile Vamos             | RN      | 60 112 | 16   | Diputado   |
| Francisco Undurraga Gazitúa    | Chile Vamos             | EVOP    | 58 613 | 15.6 | Diputado   |
| Catalina del Real Mihovilovich | Chile Vamos             | RN      | 43 499 | 11.6 | Diputada   |
| Guillermo Ramírez Diez         | Chile Vamos             | UDI     | 30 733 | 8.2  | Diputado   |
| Pablo Terrazas Lagos           | Chile Vamos             | UDI     | 25 470 | 6.8  |            |
| Tomás Hirsch Goldschmidt       | Frente Amplio           | PH      | 23 605 | 6.3  | Diputado   |
| Soledad Álamos Fuenzalida      | Frente Amplio           | RD      | 17 835 | 4.7  |            |
| Fernando Atria Lemaitre        | La Fuerza de la Mayoría | PS      | 16 184 | 4.3  |            |
| Bárbara Soto Silva             | Chile Vamos             | UDI     | 12 068 | 3.2  |            |
| Enrique Accorsi Opazo          | La Fuerza de la Mayoría | PPD     | 10 564 | 2.8  |            |
| Karin Luck Urban               | Chile Vamos             | RN      | 6881   | 1.8  | Diputada   |